# Kevin Kelsy
Kevin Jesús Kelsy Genez (* 27. Juli 2004 in Valencia) ist ein venezolanischer Fußballspieler, der als Stürmer für Schachtar Donezk in der Premjer-Liha spielt.

## Karriere

### Verein
Nachdem er 2021 den Sprung in die erste Mannschaft des AC Mineros de Guayana schaffte, etablierte er sich in der Saison 2022 und erzielte seine ersten Tore für den Verein.
Anfang 2023 wurde er von Boston River aus Uruguay unter Vertrag genommen. Doch Tage später, am 31. Januar, wurde er von Schachtar Donezk aus der Premjer-Liha bis 2027 für eine Million Euro gekauft.
Am 12. März erzielte er sein erstes Ligator für Schachtar und am 16. desselben Monats erzielte er im Alter von 18 Jahren sein erstes Tor in der UEFA Europa League 2022/23. Damit ist er der jüngste Venezolaner, der in einem europäischen internationalen Wettbewerb ein Tor erzielt hat. In seiner Debütsaison gelang ihm mit Donezk der Gewinn der ukrainischen Meisterschaft. Kelsy war im Alter von 18 Jahren, 10 Monaten und einem Tag der jüngste venezolanische Spieler, der jemals einen Meistertitel in Europa gewann.
In der darauffolgenden Saison gelang ihm im Rahmen der UEFA Champions League 2023/24 schon im ersten CL-Spiel direkt seinen ersten Treffer im Wettbewerb, bei der 1:3-Niederlage gegen den FC Porto. Kelsy wurde damit der jüngste venezolanische Spieler, der je in einem Champions-League-Spiel ein Tor erzielen konnte. Darüber hinaus wurde er hinter Roque Santa Cruz (18 Jahre und 71 Tage), Lionel Messi (18 Jahre, 4 Monate und 9 Tage) und Rodrygo Goes (18 Jahre, 9 Monate und 18 Jahre) der viertjüngste südamerikanische Fußballspieler, der in europäischen Wettbewerben ein Tor erzielte.

### Nationalmannschaft
Am 4. Oktober 2022 debütierte er mit der venezolanischen U20-Auswahl für die Südamerikaspiele 2022 und erzielte dabei zwei Tore in drei Spielen. Er gehörte auch zum Kader der U-20-Fußball-Südamerikameisterschaft 2023, bei der er acht Partien ohne Torerfolg absolvierte.

## Titel und Erfolge
- Ukrainischer Meister: 2022/23